# Экология Челябинска
Эколо́гия Челя́бинска — состояние и характеристики экосистемы города Челябинска.
Вследствие того, что Челябинск является промышленным городом с большим количеством заводов, экологическая ситуация в городе является особенно острой. В экологическом рейтинге общественной организации «Зелёный патруль» Челябинская область за период зимы 2021—2022 годов заняла 80 месте из 85. По итогам весны 2023 года Челябинская область занимает 85 место в этом списке.

## Загрязнение воздуха

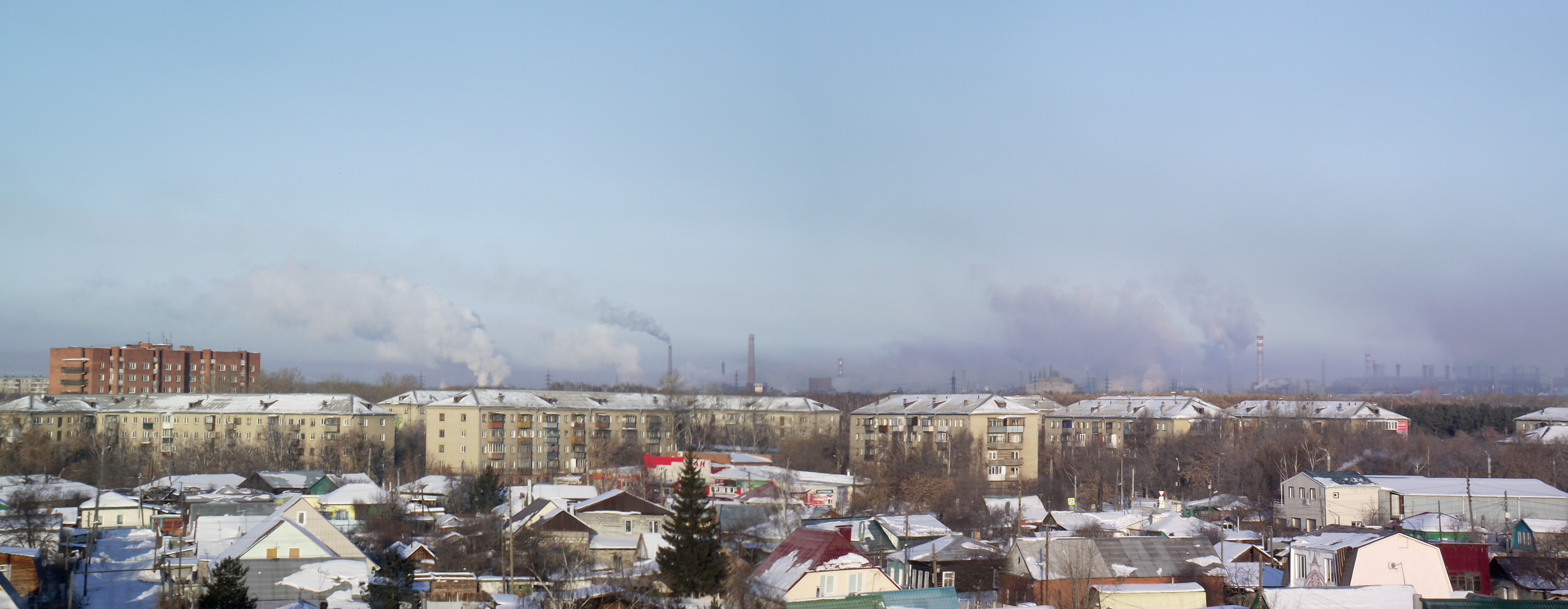
Утренний смог в Челябинске. Вид с планового ЧТЗ

В отчётах Росгидромета и министерства экологии Челябинской области за 2020 год отмечено, что уровень загрязнения воздуха в городе — повышенный. Средняя годовая предельно допустимая концентрация (ПДК) зафиксирована у формальдегида и фторида водорода, а периодическое превышение норм фиксировалось у диоксида азота, оксида углерода, бензапирена, фенола, сероводорода, этилбензола, бензола, свинца, марганца и взвешенных веществ. За 2016—2020 годы отмечено повышение концентраций оксида углерода, формальдегида, фторида водорода, аммиака, ксилолов, этилбензола, толуола, никеля, хрома. Экология Челябинска характеризуется постоянным объявлением дней с неблагоприятными метеоусловиями (НМУ), которые возникают при штиле и слабом ветре, из-за чего происходит скопление выбросов в нижнем слое атмосферы. Имеется негативная тенденция, так как в 2021 году 52 % дней (190 дней из 365) сопровождались НМУ, а в 2020 году — 180 дней. Осенью 2022 года в воздухе была превышена концентрация формальдегида в 2,1 раза.
В 2015 году в атмосферу Челябинска было выброшено 257,42 тыс. тонн загрязняющих веществ: 113,15 тыс. тонн от автотранспорта (44 % от общего количества) и 144,27 тонн от промышленных предприятий. Самыми главными предприятиями, загрязняющими воздух в Челябинске, являются: ЧМК — 46,6 %, Фортум (городские ТЭЦ 1, ТЭЦ 2, ТЭЦ 3 и ГРЭС) — 14,7 %, ЧЭМК — 6,3 %, цинковый завод — 3 %. По данным 2020 года «Мечел» занимал первое место по загрязнению атмосферного воздуха города 58 % — от общего выброса предприятий города (ПАО «ЧМК» — 47 %, ООО «Мечел-Кокс» — 11 %).
В 2019 году общий объём выбросов загрязняющих веществ составил 139,6 тыс. тонн. В 2020 году этот показатель сократился на 17,7 % (108,3 тысячи тонн) по сравнению с 2017 годом.
В 2020 году Челябинск официально стал одним из самых грязных городов Российской Федерации

## Загрязнение воды и почвы
В черте города расположены несколько озёр: Смолино, Первое и Второе, Шелюгино и Шершнёвское водохранилище. Шершнёвское водохранилище — источник питьевой воды для города, согласно отчёту Росприроднадзора, имеет высокое органическое загрязнение, а качество исходной воды не соответствует в 8 из 12 взятых проб в 2021 году. Роспотребнадзор заявлял, что купание на всех водоёмах Челябинска является опасным. В мае 2023 года в озере Шелюгино содержание цинка составляло 12,5 ПДК, что соответствует уровню высокого загрязнения. Река Миасс, протекающая через город, подвергается влиянию сточных вод городских очистных сооружений и предприятий, что выразилось в 2020 году в периодических превышениях ПДК по азоту аммония, азоту нитритов, азоту нитратов, фосфатам (по фосфору), железу общему, никелю, мышьяку, меди, цинку, марганцу, нефтепродуктам. Исследования показали, что в реке содержание нефтепродуктов было превышено в 10 раз, нитрита-аниона — в 1,6 раз, ртути — в 29 раз, фенолов — в 7 раз, бензапирена — в 2,1 раза.
В 2015 году промышленные предприятия сбросили 186,1 млн м³ загрязнённых стоков в водоёмы и реку, а речной сток после города более чем на 90 % состоит из сточных вод. Основные загрязнители реки — МУП «ПОВВ» (81,7 %) и ЧМК (10,7 %).
Основными источниками загрязнения почвы являются промышленные и бытовые отходы, а также автотранспорт. В результате анализа за 2015 год, в почвах Челябинска было найдено превышение нормативов по цинку (18,2 % проб), мышьяку (11 %), свинцу (4,1 %), кадмию (2,4 %), марганцу (2 %) и меди (1,1 %).
Весной 2022 года жители города начали массово жаловаться на грязную воду из крана. Специалисты муниципального предприятия «Производственное объединение водоснабжения и водоотведения» (МУП ПОВВ) вместе с управляющими компаниями отправляли воду на исследование. Результаты не разглашали, но сообщили, что пробы соответствуют нормативам. В Министерстве экологии Челябинской области считают, что причина загрязнения воды в основном связана с тем, что в зимнее время мелкие притоки реки Миасс замерзают и формирование водного режима города основывается на поступлении воды из реки Миасс и грунтовых вод. В 2023 году ситуация повторилась. Администрация города сообщила, что вода изменила цвет в связи с авариями на магистральных водоводах.

## Рекультивация свалки
Исторически в Челябинске была крайне сложная ситуация со складированием бытовых отходов, так как городская свалка, официально закрытая в 1992 году, продолжала работать в связи с отсутствием альтернативы. В 2015 году твёрдые бытовые отходы города составили 559,8 тыс. тонн. Размер свалки составлял 0,75 км², а высота достигала 40 метров. Вдобавок к критической ситуации с выбросами в атмосферу, периодически на свалке происходили пожары, которые приводили к образованию неприятного запаха на территории города.
В 2018 году рекультивация свалки попала в проект «Чистая страна» нацпроекта «Экология», и она была закрыта. К этому моменту свалка содержала 17,5 млн м3 отходов.
На реализацию проекта было потрачено 4,5 млрд рублей, из которых более миллиарда — средства региона, а остальное — из федерального бюджета. Подрядчиком выступил «Федеральный экологический оператор» (структура «Росатома»).
В августе 2019 года специалисты Росприродназдора утвердили проект рекультивации свалки. Работы начались в конце этого же года. На подготовительном этапе обустроили хозяйственную зону, установили ограждение по периметру участка, произвели осушку водонасыщенных участков, ликвидировали отстойник смеси нефтепродуктов, провели разбивочные и геодезические работы, обеспечили стройплощадку средствами пожаротушения. После чего начался технический этап проекта.
В июле 2021 года в ходе проверки инспекторы Уральского управления Росприроднадзора выявили 12 нарушений норм природоохранного законодательства при проведении работ, в том числе: площадь свалочного тела и абсолютные отметки поверхности свалки не соответствовали документации, в составе сооружений для очистки фильтрата не было резервуара очищенных вод, в место пруда для ливневых и талых вод установлен резервуар-накопитель. В результате ФЭО было выдано предписание об устранении всех нарушений. В сентябре этого же года ФЭО пригласил специалистов Росприроднадзора на повторную проверку.
В октябре 2021 года технический этап рекультивации был завершён. Для этого сначала с помощью тяжёлой техники сформировали тело свалки, которое укрыли многослойным защитным экраном, площадь которого, по данным Минприроды России, составила 533 тысячи м2. Это было сделано для того, чтобы свалочный газ не выходил в атмосферу, а природные осадки снаружи не проникали внутрь, превращаясь в ядовитый фильтрат. Кроме того, в тело свалки установили 18,5 тысячи вертикальных и горизонтальных гибких труб, образующих общую систему. Она собирает свалочный газ и направляет его в газораспределительные пункты и далее — на факельные установки для сжигания. Также была смонтирована система сбора и очистки фильтрата, исключающая его попадание в водные источники, в том числе в реку Миасс.
Представители Всероссийского общества охраны природы и региональной организации «АнтиСмог», организовавшие возле свалки посты и наблюдавшие за ходом всех работ констатировали нулевое воздействие свалки на атмосферу.
Благодаря рекультивации свалки объём выбросов в атмосферу в Челябинске снизился на 30 %.
В конце 2021 года начался биологический этап, который рассчитан на 15-20 лет и предполагает посев многолетних трав, в результате чего на месте свалки должен появиться зеленый холм.

## Общественное мнение
По заявлениям бывшего губернатором Челябинской области, Бориса Дубровского, в Челябинске имеется кризис контроля за качеством воздуха, а экологическая ёмкость Челябинска исчерпана, из-за чего невозможно создавать новые производства. По данным министерства природных ресурсов и экологии РФ, в Челябинске в 2020 году объём выбросов увеличился на 13 % относительно показателей 2019 года. Спецпредставитель Президента РФ по вопросам природоохранной деятельности, экологии и транспорта Сергей Иванов заявил, что Челябинск является неблагоприятным для проживания городом из-за загрязнения атмосферы. Член Совета по правам человека при Президенте РФ Иван Засурский, посетивший Челябинск в феврале 2018 года, заявил, что «Челябинск — это город с самым сильным запахом в России, в Челябинске вообще нельзя жить».
Согласно исследованию Челябинского филиала РАНХиГС 2017 года, 93 % жителей города считают, что воздух загрязнён. Из-за критической ситуации с загрязнёностью воздуха Челябинск стал объектом интернет-мемов и шуток, в которых задевается тема смога и воздуха, а в Twitter город получил собственный хештег «#челябинскдыши».
Также возникают трудности с получением реальных цифр о выбросе вредных веществ, так как промпредприятия не всегда предоставляют точные данные.